# Zwischeneuropa
Mit Zwischeneuropa wurde seit den polnischen Aufständen des 19. Jahrhunderts (1831 und 1863), besonders aber in der Zwischenkriegszeit vom Ersten zum Zweiten Weltkrieg, die Gesamtheit der in Osteuropa (und Südosteuropa) zwischen Deutschland (sowie Österreich) und Russland bzw. der Sowjetunion liegenden Staaten bezeichnet.
Grenzten Russland, das Deutsche Kaiserreich und Österreich-Ungarn noch unmittelbar aneinander, so waren nach dem Zusammenbruch dieser drei Kaiserreiche infolge des Ersten Weltkrieges mehrere neue Staaten zwischen dem Deutschen Reich und Russland und auf dem Territorium der ehemaligen Habsburgermonarchie entstanden.
- Zumeist waren damit nur die beiden slawischen Staaten Polen und Tschechoslowakei sowie das Baltikum mit den drei Staaten Estland, Lettland und Litauen gemeint.
- Seltener wurden aber auch im Norden Finnland, im Osten die Ukraine und Belarus sowie im Süden Rumänien und Ungarn hinzugezählt, nicht jedoch Ostdeutschland.

Der Begriff kam nach dem Zusammenbruch des Ostblocks 1990 und dem Zerfall der Sowjetunion 1991 nochmals kurz auf, vor allem als Bezeichnung für zwischen Russland und der Europäischen Union liegende Staaten, die aber mit der EU-Erweiterung 2004 größtenteils selbst EU-Mitglieder wurden.